# Got Any Gum?
Got Any Gum? è l'ottavo album in studio di Joe Walsh, uscito nel 1987 per la Warner Records. 

## Descrizione
Il disco è composto da otto brani originali e da due cover. 
Rispetto ai precedenti lavori dell'artista, il suddetto long play contamina il rock tradizionale con sonorità più hard.

## Accoglienza
Accolto, dalla critica musicale, in modo tiepido, James Chrispell di Allmusic lo considera come un «obbligo contrattuale».
Goy Any Gum? è stato un insuccesso commerciale. L'album, infatti, ha raggiunto, negli USA, solamente la 113ª posizione nella classifica Billboard 200.

## Tracce
1. The Radio Song – 3:31 (Joe Walsh, Joe Vitale)
2. Fun – 3:04
3. In My Car – 3:37 (Ringo Starr, Mo Foster, Kim Gooday)
4. Malibu – 5:11 (Joe Vitale, Joe Walsh)
5. Half of the Time – 5:11
6. Got Any Gum? – 1:11 (Terry Manning, Joe Walsh)
7. Up to Me – 5:21
8. No Peace in the Jungle – 5:57 (Tommy Dean)
9. Memory Lane – 4:27
10. Time – 4:10

## Formazione
- Joe Walsh - voce, tastiere, chitarra elettrica
- Dave Cochran - basso elettrico
- Chad Cromwell - batteria
- Terry Manning - tastiere, pianoforte
- Mark Rivera - sassofono
- Jimi Jamison, J. D. Souther - coro